# Ideel
Ideel est une entreprise française qui permet aux particuliers de centraliser et d'optimiser leurs abonnements. La start-up a été fondée en 2018, et est domiciliée à Enghien-les-Bains.

## Activité
Ideel est une plateforme internet qui aide les utilisateurs à gérer leurs abonnements et à réduire leurs dépenses. Les différents domaines sur lesquels travaille Ideel sont : les assurances, les banques, les forfaits mobiles, les fournisseurs d'énergie, les box internet et les abonnements médias.

## Historique
En août 2018, l'entreprise est créée à Enghien-les-Bains.
Le 29 septembre 2019, l'entreprise est diffusée sur M6 dans l'émission Capital
En 2021, Ideel devient partenaire du club de football de l'OGC Nice, pour accompagner les 12 500 abonnés du club dans la réduction de leurs factures.
En juin 2021, le nombre d'inscrits sur le site d'Ideel dépasse les 130 000 utilisateurs.

## Distinctions
Ideel a été finaliste des trophées de l'innovation E.Leclerc en 2019.
En 2020, Ideel a été primée au Tour de France de l'innovation, présenté par La Tribune, dans la catégorie Smart Tech.
En 2022, l'entreprise Ideel se retrouve finaliste du concours La France s'Engage visant à promouvoir les projets solidaires et sociaux à grande échelle.